# Walkersville (Maryland)
Walkersville es un pueblo ubicado en el condado de Frederick en el estado estadounidense de Maryland. En el año 2010 tenía una población de 5800 habitantes y una densidad poblacional de 517,86 personas por km².

## Geografía
Walkersville se encuentra ubicado en las coordenadas 
39°29′5″N 77°20′56″O / 39.48472, -77.34889.

## Demografía
Según la Oficina del Censo en 2000 los ingresos medios por hogar en la localidad eran de $65.581 y los ingresos medios por familia eran $69.476. Los hombres tenían unos ingresos medios de $52.213 frente a los $44.183 para las mujeres. La renta per cápita para la localidad era de $24.103. Alrededor del 2,4% de la población estaba por debajo del umbral de pobreza.